# Barokní mlýn v Litoměřicích
Barokní mlýn v Litoměřicích v Jarošově ulici je bývalý vodní mlýn, který stojí v centru města na Pokratickém potoce. Je chráněn jako nemovitá kulturní památka České republiky.

## Historie
Mlýn pochází z konce 18. století.

## Popis
Pozdně barokní patrový mlýn má výrazný volutový štít. Jeho přízemí člení slepé arkády s okny, v přední části domu je situována pilířová síň zaklenutá plackovými klenbami.
V letech 1996 a 1997 byl opraven.
Za mlýnem je vidět upravené místo, kde byla lednice. Měl pravděpodobně kolo na vrchní vodu.